# Борго Ил Состењо (Ферара)
Борго Ил Состењо (итал. Borgo Il Sostegno) је насеље у Италији у округу Ферара, региону Емилија-Ромања.
Према процени из 2011. у насељу је живело 19 становника. Насеље се налази на надморској висини од 1 м.